# زئيف جابوتينسكي
فلاديمير جابوتنسكي واسمه الكامل هو زئيف فلاديمير جابوتنسكي (זאב ז'בוטינסקי) هو قيادي في الحركة الصهيونية ولد في أوكرانيا في 17 أكتوبر 1880. يوجد في القدس شارع على اسمه في حي الطالبية

## نشأته
ولد جابوتنسكي في مدينة أوديسا لعائلة تنتمي إلى الطبقة الوسطى. تلقى تعليما دينيا في صغره ولكنه سرعان ما ابتعد عن اليهودية الاورثدوكسية. درس القانون في سويسرا وإيطاليا. امتهن الصحافة تحت اسم ألتلينا لصحف باللغة الروسية ثم باللغة اليديشية ومن بعد باللغة العبرية. بدأ جابوتنسكي نشاطه الصهيوني عام 1903 بحضور المؤتمر الصهيوني السادس، فاطلع على كتابات الصهاينة الأوائل مثل هرتزل وبنسكر كما تعرف إلى أوسشكين وبياليك، وكان من معارضي مشروع شرق أفريقيا كحل للمسألة اليهودية.

## الحرب العالمية الأولى
انتقل إلى إسطنبول حيث كان مسؤولا رسميا عن شبكة الصحافة الصهيونية بين 1909 و 1911. يعد جابوتنسكي من أهم مؤسسي «الصندوق القومي اليهودي»، والفيلق اليهودي الذي شارك في الحرب العالمية الأولى إلى جانب بريطانيا وكان يظن أنه أحد العوامل الحاسمة في صدور وعد بلفور. كان جابوتنسكي يعتقد أن على اليهود يجب أن يساعدوا البريطانيين للاستيلاء على فلسطين التي كانت تحت الوصاية العثمانية لإنشاء موطن يهودي ففكر في قوة مسلحة يهودية وهي الفيلق اليهودي. تولى قيادة الكتيبة رقم 38 في الجيش البريطاني العام 1917 ورُفي إلى رتبة ليفتينانت وكان من أوائل الجنود الذين عبروا الأردن.
عندما انتهت الحرب العالمية الأولى، دعا إلى الاستمرار في التجنيد لصالح الكتائب العسكرية بحجة حماية المستوطنات في فلسطين، ولهذا اصطدم مع زعامة الحركة الصهيونية وعلى رأسها حاييم وايزمان، واعتبر جابوتنسكي أن توجه الصهيونية لين ومرن أكثر من اللازم. على إثر عمليات اعتداء على الفلسطينيين شنتها الهاغاناه في نيسان 1920 في القدس تم إلقاء القبض عليه وحُكم عليه بالسجن مدة خمسة عشر عاماً مع الأشغال الشاقة في سجن عكا. أثار الحكم عليه ضجة واسعة في المستوطنات وخارج فلسطين ما دفع بعض القيادات الصهيونية إلى وضعه على رأس قائمة المرشحين لحزب أحدوت هعفودا استعداداً لانتخابات جمعية المندوبين الأولى، ولما أُفرج عنه من السجن في صيف 1920 إثر نيله عفواً عاماً تقرب من وايزمان وضُمّ إلى الإدارة الصهيونية العامة، وكان من بين الموافقين على التنازل عن المطالبة بالأردن، وهذا قبل إصدار تشرتشل لكتابه الأبيض سنة 1922.
في عام 1921 أصبح عضواً في اللجنة التنفيذية للمنظمة الصهيونية العالمية ولكنه انشق عن المنظمة سنة 1923 بعد خلاف معها وأسس حركة بيتار سنة 1923 ثم أسس حزب الصهيونية التصحيحية سنة 1925 أحد أهم أحزاب اليمين الصهويني المطالب بإنشاء دولة يهودية تمتد ما بين النهرين. أثار هذا غضب حكومة الانتداب البريطانية التي قامت منعه من دخول فلسطين إلى اجل غير مسمى عام 1930.

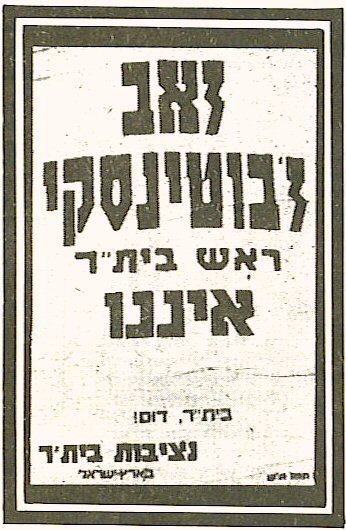
معلثة من البيطار تعلن عن وفاة زئيف جابوتينسكي

عارض جابوتنسكي بشدة خطة التقسيم التي عرضتها لجنة بيل عام 1937، ودعا إلى رفض الاكتفاء بإقامة (إسرائيل) على أرض فلسطين وحدها بل مدها إلى الأردن وصحراء سوريا.

## وفاته
توفي في 3 أغسطس 1940 في الولايات المتحدة بعد إصابته بأزمة قلبية وكان قد تمنى أن يتم دفنه في الدولة اليهودية التي يريد إنشاؤها. تحقق حلمه عندما خُلف دافيد بن غوريون - أشد أعداء جابوتينسكي - من قبل ليفي أشكول.[بحاجة لمصدر] تم نقل رفاته ورفاة زوجته إلى قمة هرتزل في القدس المحتلة عام 1964.

## روابط خارجية
- زئيف جابوتينسكي على موقع IMDb (الإنجليزية)
- زئيف جابوتينسكي على موقع الموسوعة البريطانية (الإنجليزية)
- زئيف جابوتينسكي على موقع ميوزك برينز (الإنجليزية)
- زئيف جابوتينسكي على موقع إن إن دي بي (الإنجليزية)
- زئيف جابوتينسكي على موقع قاعدة بيانات الفيلم (الإنجليزية)